# On the Air (Lied)
On the Air ist ein Lied des britischen Pop-Rock-Musikers Peter Gabriel aus dem Jahre 1978. Es erschien auf seinem zweiten Soloalbum Peter Gabriel (Scratch).

## Entstehung und Veröffentlichung
Das Lied wurde von Peter Gabriel geschrieben und von Robert Fripp produziert.
Auf der das Album begleitenden Tournee diente der Song als Eröffnungslied des Sets.
Gabriel stellte On the Air jedoch erstmals bereits am 10. April 1977 während seiner ersten Tournee in den Vereinigten Staaten vor der Veröffentlichung seines zweiten gleichnamigen Albums als zweiten Song des Sets vor, der dann während des europäischen Teils der Tournee später im Set erschien. Die Synthesizer-Parts für diese Auftritte wurden von Bayeté gespielt.
Während Gabriels Tournee zur Promotion seines gleichnamigen Albums aus dem Jahr 1978 liefen er und seine Bandmitglieder mit orangefarbenen Bauwesten und Scheinwerfern durch die Gänge, mit denen sie in die Menge leuchteten, während Larry Fasts Instrumentaltitel Disruption in World Communication über die Lautsprecher lief. Auf der Bühne angekommen, drehte die Band dem Publikum den Rücken zu, bevor sie die ersten Akkorde von On the Air spielte. spielte. Fast, der auf dieser Tour Synthesizer spielte, entwickelte einen Teil des Sequencing zu Hause auf seinem Apple-Computer und übertrug die Daten auf Kassetten und ROMS. Er konstruierte ein Gehäuse für seine Einplatinenmaschine, mit der er auf die kodierten Informationen zugriff.
1982 spielte Peter Gabriel auf seiner Tournee On the Air weiterhin live. Eine Aufnahme aus dem Mittleren Westen der USA wurde am 8. Juni 1983 auf dem Livealbum Plays Live veröffentlicht.

## Inhalt und Bedeutung
Gabriel schrieb On the Air über eine fiktive Figur namens Mozo, einen von der Welt entfremdeten Außenseiter, der versucht, über das Medium Kurzwellen-Radio berühmt zu werden, indem er sich ein Alter Ego ausdenkt, das seinen Bestrebungen entspricht.

„Es gibt hier eine Geschichte über diese Figur Mozo, die erwähnt wird. Zu diesem Zeitpunkt ist er ein Außenseiter und lebt in einer Höhle in einer Müllhalde am Rande einer anonymen Stadt und lebt seine Fantasien im Radio aus. Über Kurzwelle wird er, wer immer er will, aber auf der Straße wird er völlig ignoriert.“

## Hintergrund
Peter Gabriel schrieb einen Teil der Inspiration für Mozo einer Kindheitserinnerung an einen verfallenen Wohnwagen in Horsell Common, Surrey zu, von dem er glaubte, dass er von einer Hexe bewohnt wurde. Im Juli 1978 zog Gabriel die Idee in Betracht, die Geschichte von Mozo mit dem tschechischen Drehbuchautor und Filmregisseur Radúz Činčera zu erweitern, und hatte 1979 mit Stuart Kranz zusammengearbeitet, um Ideen für die Geschichte zu entwickeln. Bis 1987 hatte Gabriel die Idee in Betracht gezogen, die Geschichte von Mozo in einen Spielfilm zu verwandeln, aber keines dieser Projekte wurde jemals verwirklicht. Gabriels Idee, Songs rund um die Figur des Mozo über seine Studioalben zu verstreuen, verfolgte er auf seinem Album So von 1986, insbesondere mit Red Rain und That Voice Again, die er als Teil einer übergreifenden Geschichte rund um Mozo sehen wollte, wobei On the Air die Fantasiewelt darstellt, in der Mozo lebt. Ein weiterer Song auf Gabriels gleichnamigem Album von 1978, Exposure, war ebenfalls Teil der Mozo-Geschichte, obwohl On the Air das erste und einzige Mal war, dass die Figur explizit im Text erwähnt wurde.
Gabriel beschreibt bereits in dem Lied Here Comes the Flood auf seinem ersten Soloalbum Peter Gabriel (Car) von 1977 wie er am Anfang seiner Solo-Karriere vom Kurzwellenradio besessen war und immer wieder darüber staunte, wie die Radiosignale stärker wurden, wenn das Tageslicht schwand. Dieses Phänomen wird als Tagesdämpfung bezeichnet.

## Mitwirkende

### Musiker
- Roy Bittan – Keyboards
- Larry Fast – Synthesizer
- Robert Fripp – E-Gitarre
- Peter Gabriel – Hauptgesang
- Tony Levin – Bassgitarre, Begleitgesang
- Jerry Marotta – Schlagzeug, Begleitgesang
- Sid McGinnis – E-Gitarre

### Technisches Personal
- Richard Chappell – Toningenieur
- Tony Cousins – Remastering
- Larry Fast – Bearbeitung
- Michael Getlin – Toningenieur
- Edel Griffith – Assistenz-Toningenieurin
- Richard Macphail – Koordinierung
- Robert Fripp – Musikproduzent
- Peter Gabriel – Songwriter
- Albert Lawrence – Techniker der Ausrüstung
- David Price – Techniker der Ausrüstung
- Dan Roe – Assistenz-Toningenieur
- Michael Ruffo – Assistenz-Toningenieur
- Steve Short – Toningenieur
- Ed Sprigg – Toningenieur
- Steve Tayler – Toningenieur

## Rezensionen
Stephen Thomas Erlewine von der US-amerikanischen Musik-Website AllMusic nannte die Songs D.I.Y. und On the Air „atemberaubende Stücke modernen Rocks um 1978, die vor Synthesizern, eindringlichen Rhythmen und ausgefeilten, bearbeiteten Gitarren nur so strotzen, und das alles in einer stromlinienförmigen Produktion, die dennoch so groß wie ein Stadion klingt“. Jim DeRogatis von der US-amerikanischen Tageszeitung Chicago Sun-Times bezeichnete diese Songs ebenfalls als die beiden einzigen Highlights des Albums. Dave Marsh von der US-amerikanischen Musik-Zeitschrift Rolling Stone lobte On the Air und bezeichnete es als „gute Rocknummer“. Ryan Reed von der US-amerikanischen Musik-Website Ultimate Classic Rock hob besonders Robert Fripps Produktionsentscheidungen hervor, insbesondere „die Verzögerung von Gabriels Gesang“. Der Rolling Stone Album Guide war der Meinung, dass der „Who-artige Pomp“ des Songs Gabriels damaliges Zögern, seine progressiven Rockneigungen abzulegen, demonstrierte.